# Мария (герцогиня Гелдерна)
Мария, герцогиня Гелдерна (ум. 12 мая 1405 года) — одна из двух претенденток на титул герцогини Гелдерна и графини Цютфена от имени своего сына во время войны за гелдернское наследство с 1371 по 1379 год.

## Война за гелдернское наследство
Война началась после смерти её братьев, Рейнальда III Гелдернского и Эдуарда Гелдернского. Эдуард умер от ран, полученных в битве при Бесвайлере, а Рейнальд, известный толстяк, умер через несколько месяцев. Права на наследование также заявляла сестра Марии, Матильда, чью фракцию называли Heeckerens и которую возглавлял Фредерик ван Геккерен ван дер Эз (1320—1386). Фракция Марии называлась Bronkhorsters, и её возглавлял Гейсберт V ван Бронкхорст (1328—1356). После победы её партии титул герцога Гелдерна достался её сыну Вильгельму.

## Семья и дети
25 декабря 1362 года Мария вышла замуж за Вильгельма II Юлихского, сына Вильгельма I Юлихского. У них было трое детей:
- Вильгельм (1364—1402), герцог Гельдерна с 1371/1377 и Юлиха с 1393 года
- Райнальд (ок. 1365—1423), с 1402 года герцог Гельдерна и Юлиха
- Иоганна, муж — Иоганн XII фон Аркель (ум. 1426).